# Honda RC213V
La Honda RC213V est un modèle de moto du constructeur japonais Honda.
C'est la MotoGP créée par le Honda Racing Corporation l'année où la Dorna Sports réintroduit la cylindrée 1 000 cm3, en 2012,. La Repsol Honda Team participera à la saison 2012 avec comme pilotes le champion du monde en titre, Casey Stoner, et Dani Pedrosa. Une troisième et quatrième machine seront utilisées par Álvaro Bautista de l'équipe Gresini Racing et Stefan Bradl de l'équipe LCR. C'est Marc Márquez qui remportera le plus de titres de champion pilote à son guidon avec six victoires. Encore à son guidon, Marc Márquez a remporté 85 victoires.

## Désignation
Honda désigne ses motos de course de la manière suivante :
- RC : préfixe traditionnel de Honda pour les moteurs à quatre temps ;
- 213 : troisième modèle du XXIe siècle ;
- V : moteur avec cylindres en V.

## Moteur
Le moteur est un V4 de 1 000 cm3. Sa puissance minimale est de 250 ch. Cette puissance est régulée par un boitier de gestion et contrôle commun à toutes les équipes MotoGP et sanctionné par la FIM. Ce boitier, appelé aussi « ECU », est alimenté par la centrale inertielle (IMU).

## Boite de vitesses
La boite de vitesses qui équipe la Honda RC213V est dite seamless en anglais ou sans à-coups en français. Ce type de boite de vitesses utilise une technologie issue de l'écurie Honda de Formule 1 et elle réduit au minimum le temps entre chaque passage de vitesse. Les gains estimés sont de l'ordre de 19 à 34 ms par passage de vitesse.
En 2015, Yamaha est la dernière équipe à s'équiper du système de boite de vitesses seamless.

## Électronique
Le cerveau de la moto est l'ECU. Ce dernier est notamment alimenté par la centrale inertielle de marque Magneti Marelli, modèle IPS-160.

## Partie-cycle

### Chassis
2023 : périmétrique en aluminium car ce dernier offre plus de souplesse latérale que la fibre de carbone. Des tests de châssis en fibre de carbone ont été effectués avec succès par Red Bull KTM Factory Racing et leur pilote d'essais, Dani Pedrosa. Ces essais ont eu lieu à la fin de la saison 2023,.

### Suspension
Les suspensions sont de marque Öhlins pour l'équipe officielle et Showa pour l'équipe satellite Honda Gresini.

### Freins
2013 : Honda confie son système de freinage avant à Brembo avec deux disques en carbone et étriers à quatre pistons en aluminium. Le freinage arrière est quant à lui assuré par un disque en acier du fabricant Yutaka pincé par un étrier double piston Brembo.

### Roues
2023 : les jantes sont en magnésium forgé de 17 pouces. La pression est contrôlée par la FIM grâce à des capteurs TPMS. L'utilisation de jantes en carbone est interdite par le règlement. L'incident à l'origine de cette interdiction a eu lieu avec une Moto GP Honda Repsol en 1984 au Grand Prix de Daytona avec Freddie Spencer lors de la session d'entrainement.

## Carénage
Le carénage de la RC213V est intégralement constitué de polymère renforcé de fibres de carbone.
Les appendices aérodynamiques ont été autorisés à partir de la saison 2018. Les performances des appendices aérodynamiques sont tenues secrètes par toutes les équipes. La raison d'être des ailerons avant des MotoGP est d'empêcher la moto de cabrer (wheeling en anglais) lors des grosses accélérations. Si la moto ne cabre pas, le pilote peut accélérer plus fort et donc être plus performant. L'ordre de grandeur de la force générée par les deux ailerons avant est d'au moins 50 kg.

## Résultats
Titres obtenus :
- constructeur : 1 en 2012 ;
- par équipe : 1 en 2012.

Meilleur classement pilote : Dani Pedrosa deuxième en 2012.
Courses gagnées :
- total : 15 ;
- 2012 : Dani Pedrosa 7, Casey Stoner 5 (12 au total) ;
- 2013 : Dani Pedrosa 2, Marc Márquez 5 (7 au total).